# Palm Jumeirah monorail

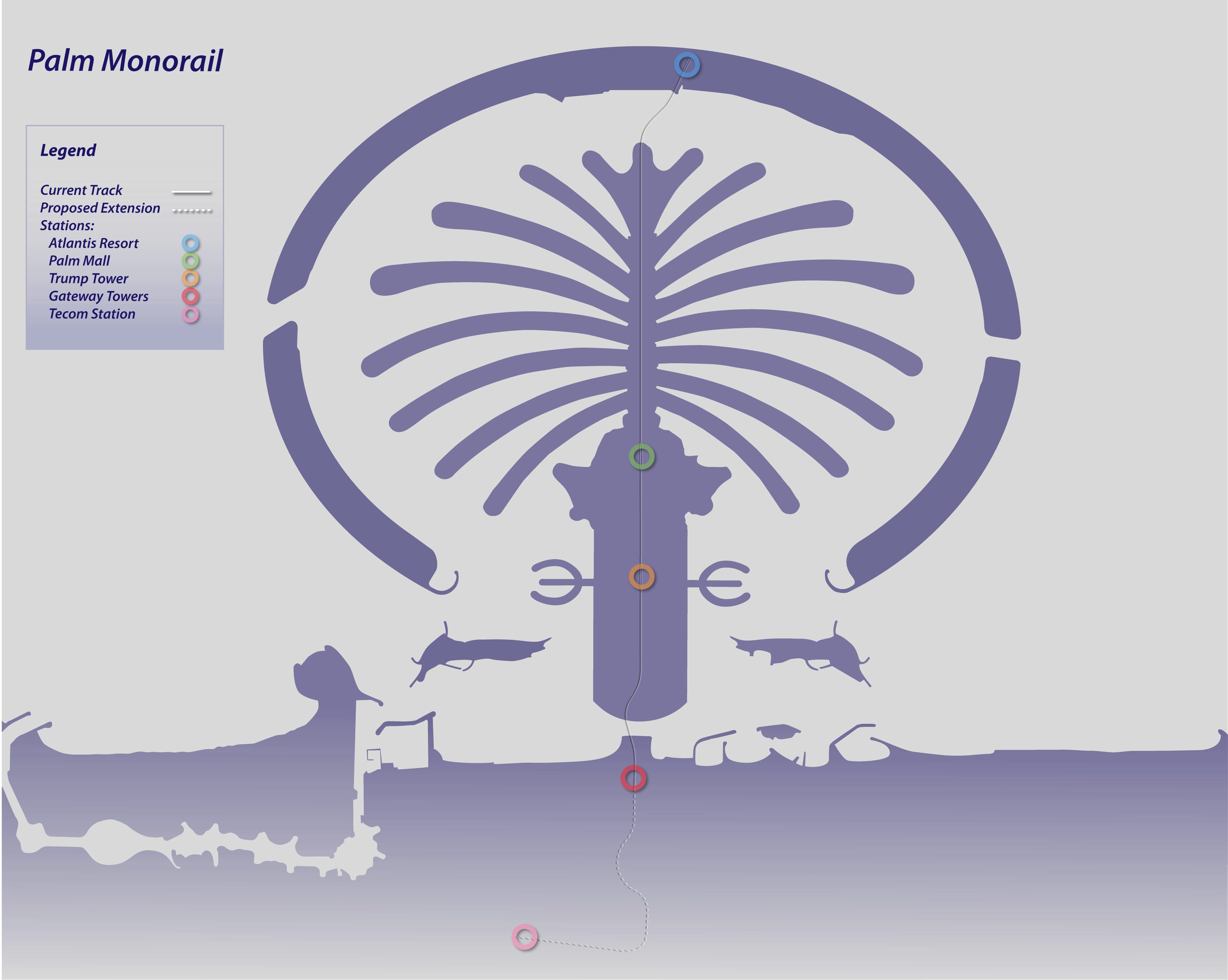
Planöversikt över Palm Jumeirah Monorail.

Palm Jumeirah Monorail är en monoraillinje på den konstgjorda ön Palm Jumeirah i Dubai cirka 25 kilometer sydväst om stadens centrum. Järnvägen är cirka 5,5 kilometer lång, färdigställdes 2008 och binder samman Palm Jumeirah med fastlandet. Det var den första monorail-banan att öppnas i Mellanöstern och har en kapacitet att frakta cirka 40 000 passagerare per dag med en maximal turtäthet på var tredje minut, men systemet är ännu inte i full drift.
Det finns också planer på att binda samman banan med Dubais tunnelbanesystem.